# Slava Raškaj
Slavomira Friderika Olga Raškaj, nota semplicemente come Slava Raškaj (Ozalj, 2 gennaio 1877 – Stenjevec, 29 marzo 1906), è stata una pittrice croata, esponente dell'impressionismo.

## Biografia
Sordomuta sin dalla nascita, Slava Raškaj nacque nel 1877 a Ozalj, all'epoca facente parte del regno di Croazia e Slavonia. Il suo talento pittorico venne notato già in gioventù, tant'è che all'età di 8 anni studiò a Vienna, all'Istituto dei sordomuti fondato dall'abate Stock; lì perfezionò il disegno e in seguito frequentò una scuola di pittura di Zagabria. Il suo maestro Bela Čikoš Sesija, un noto artista croato, la introdusse nella Società degli artisti croati.
Durante la sua vita non venne organizzata alcuna mostra individuale dei suoi quadri, ma le sue creazioni venivano esposte nelle mostre collettive. Le sue opere furono esposte molto, a partire dal 1898, a Zagabria (tramite la Società degli artisti croati), poi a San Pietroburgo e Mosca (in una mostra austro-ungarica), infine all'esposizione universale del 1900 di Parigi.
Slava Raškaj ritornò nella sua città natale e continuò a dipingere. Nel 1902, a causa della depressione, fu ricoverata nell'Istituto per malati di mente a Stenjevec, un quartiere zagabriano, dove trovò la morte nel 1906, all'età di 29 anni.
I temi maggiormente ricorrenti nelle sue opere sono i paesaggi della città natale, gli interni, i ritratti e le nature morte. Dipinse prevalentemente ad acquerello.
In occasione del cinquantesimo anniversario della sua morte venne allestita a Zagabria una mostra retrospettiva delle sue opere.

## Opere principali

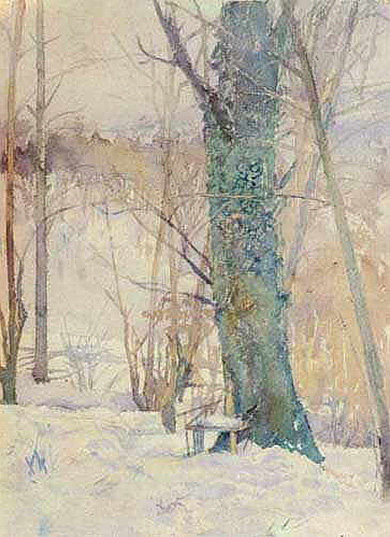
Un albero nella neve, 1890 circa

- Primavera ad Ozalj (Proljeće u Ozlju)
- Paesaggio invernale (Zimski pejsaž)
- Un albero nella neve (Stablo u snijegu)
- Le ninfee (Lopoči)